# Тоумз, Кимберли
Кимберли Луис Тоумз (англ. Kimberly Tomes; род. 20 августа 1955 год) — американская фотомодель; победительница конкурса красоты «Мисс США 1977».

## Биография
Родилась в Чикаго, штат Иллинойс в 1955 году.
Получила титул Мисс Техас 1976. Представляла штат на национальному конкурсе красоты Мисс США 1977, прошедший в Чарлстон.  Стала первой представительницей штата Техас получивший титул. В июле, представила страну на международном конкурсе Мисс Вселенная 1977, проходивший в городе Санто-Доминго, Доминиканской Республики. Прошла в полуфинал.
В роли Мисс США, выступала по территории страны и посетила Филиппины и Мексику.
Окончила Техасский университет A&M, со степенью физического воспитания. Стала одной из двух победительниц, которые окончили этот университет. Второй стала Кэндес Крюгер, Мисс Техас и Мисс США 2001. Позже, она работала в индустрии развлечений и сохранила связи с конкурсом Мисс Техас, проводя мероприятие в течение двенадцати лет.